# 浪堤镇
浪堤镇，是中华人民共和国云南省红河哈尼族彝族自治州红河县下辖的一个乡镇级行政单位。
2015年10月27日，云南省人民政府批复同意撤销浪堤乡，设立浪堤镇。

## 行政区划
浪堤镇下辖以下地区：
浪堤村、红波洛村、安品村、俄期村、浪堵村、洛那村、娘普村和虾里村。

## 中国传统村落
2013年8月，马龙村被评为第二批中国传统村落。